# Servin
Pour les articles homonymes, voir Servin (homonymie).
Servin est une commune française située dans le département du Doubs, la région culturelle et historique de Franche-Comté et la région administrative Bourgogne-Franche-Comté. 
Ses habitants s'appellent les Servinois et Servinoises.

## Géographie

### Climat
Pour des articles plus généraux, voir Climat de la Bourgogne-Franche-Comté et Climat du Doubs.
En 2010, le climat de la commune est de type climat de montagne, selon une étude du Centre national de la recherche scientifique s'appuyant sur une série de données couvrant la période 1971-2000. En 2020, Météo-France publie une typologie des climats de la France métropolitaine dans laquelle la commune est dans une zone de transition entre le climat semi-continental et le climat de montagne et est dans la région climatique  Jura, caractérisée par une forte pluviométrie en toutes saisons (1 000 à 1 500 mm/an), des hivers rigoureux et un ensoleillement médiocre. 
Pour la période 1971-2000, la température annuelle moyenne est de 9,2 °C, avec une amplitude thermique annuelle de 17 °C. Le cumul annuel moyen de précipitations est de 1 300 mm, avec 12,4 jours de précipitations en janvier et 11,2 jours en juillet. Pour la période 1991-2020, la température moyenne annuelle observée sur la station météorologique de Météo-France la plus proche, « Branne_sapc », sur la commune de Branne à 8 km à vol d'oiseau, est de 11,1 °C et le cumul annuel moyen de précipitations est de 1 127,0 mm. 
La température maximale relevée sur cette station est de 39 °C, atteinte le 7 août 2015 ; la température minimale est de −19,8 °C, atteinte le 20 décembre 2009,,. 
Les paramètres climatiques de la commune ont été estimés pour le milieu du siècle (2041-2070) selon différents scénarios d'émission de gaz à effet de serre à partir des nouvelles projections climatiques de référence DRIAS-2020. Ils sont consultables sur un site dédié publié par Météo-France en novembre 2022.

## Urbanisme

### Typologie
Au 1er janvier 2024, Servin est catégorisée commune rurale à habitat dispersé, selon la nouvelle grille communale de densité à 7 niveaux définie par l'Insee en 2022.
Elle est située hors unité urbaine et hors attraction des villes,.

### Occupation des sols
L'occupation des sols de la commune, telle qu'elle ressort de la base de données européenne d’occupation biophysique des sols Corine Land Cover (CLC), est marquée par l'importance des forêts et milieux semi-naturels (53 % en 2018), une proportion identique à celle de 1990 (53 %). La répartition détaillée en 2018 est la suivante : 
forêts (53 %), zones agricoles hétérogènes (31 %), prairies (11,6 %), zones urbanisées (3 %), terres arables (1,3 %). L'évolution de l’occupation des sols de la commune et de ses infrastructures peut être observée sur les différentes représentations cartographiques du territoire : la carte de Cassini (XVIIIe siècle), la carte d'état-major (1820-1866) et les cartes ou photos aériennes de l'IGN pour la période actuelle (1950 à aujourd'hui).

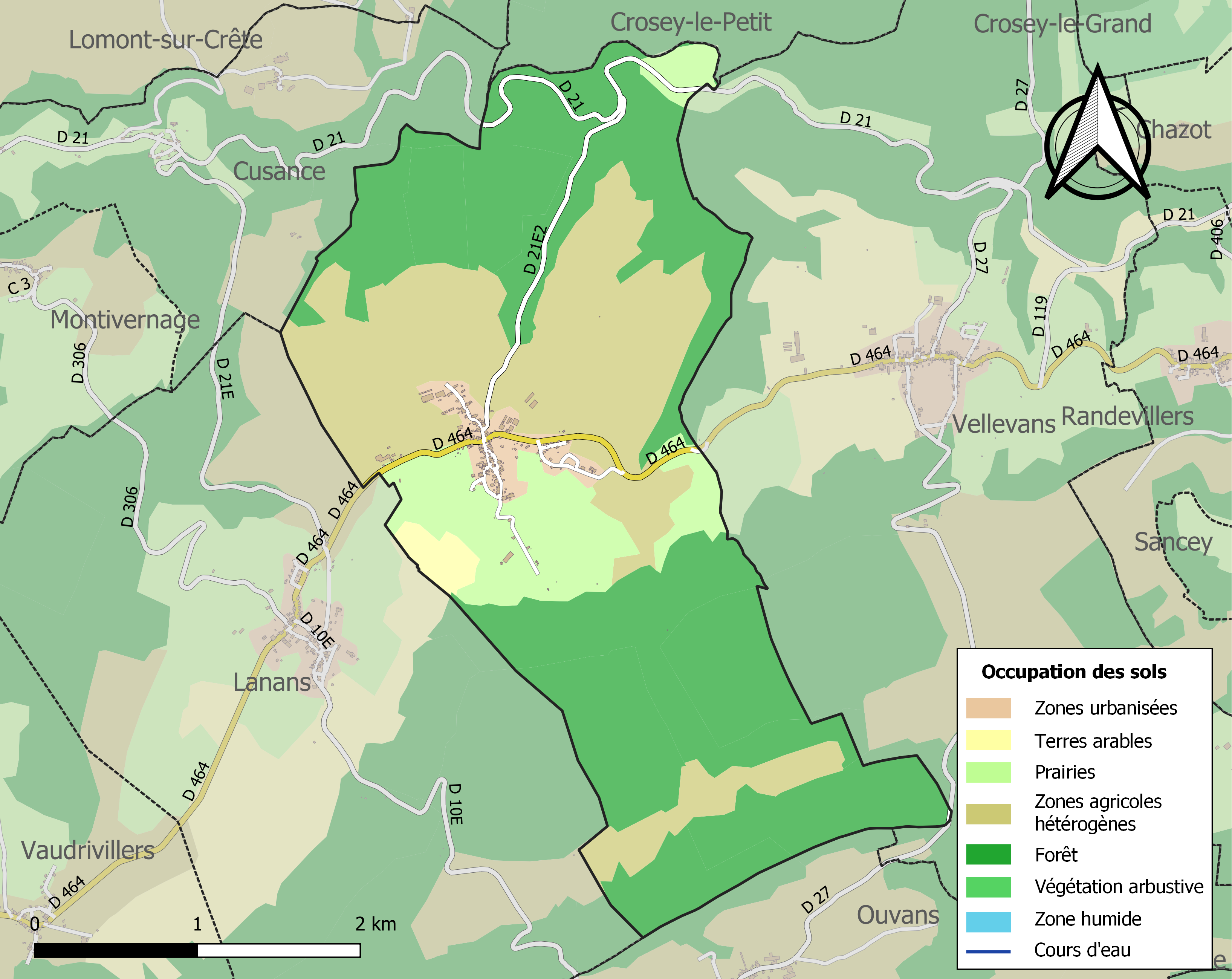
Carte des infrastructures et de l'occupation des sols de la commune en 2018 (CLC).

## Histoire
Cervyns en 1223 ; Cervins en 1286 ; Cervin en 1287 ; Servins au XIVe siècle
Au niveau agricole, cette commune avait 326 ha de terre cultivés en céréales, 10 ha en prairie artificielle (changement de culture au moins tous les 5 ans), 337 ha de bois en 1850. En 1858, le cheptel (total des animaux d'élevage) était composé de deux taureaux, 78 bœufs, 65 vaches...

## Politique et administration
| Période                                  | Période  | Identité         | Étiquette | Qualité     |
| ---------------------------------------- | -------- | ---------------- | --------- | ----------- |
| mars 2008                                | mai 2020 | Christian Berçot | UMP-LR    | Agriculteur |
| mai 2020                                 | En cours | Régis Durupt     |           |             |
| Les données manquantes sont à compléter. |          |                  |           |             |

## Démographie
L'évolution du nombre d'habitants est connue à travers les recensements de la population effectués dans la commune depuis 1793. Pour les communes de moins de 10 000 habitants, une enquête de recensement portant sur toute la population est réalisée tous les cinq ans, les populations de référence des années intermédiaires étant quant à elles estimées par interpolation ou extrapolation. Pour la commune, le premier recensement exhaustif entrant dans le cadre du nouveau dispositif a été réalisé en 2007.

En 2022, la commune comptait 200 habitants, en évolution de −0,5 % par rapport à 2016 (Doubs : +1,88 %, France hors Mayotte : +2,11 %).
| 1793 | 1800 | 1806 | 1821 | 1831 | 1836 | 1841 | 1846 | 1851 |
| ---- | ---- | ---- | ---- | ---- | ---- | ---- | ---- | ---- |
| 368  | 378  | 388  | 384  | 347  | 347  | 332  | 323  | 352  |

| 1856 | 1861 | 1866 | 1872 | 1876 | 1881 | 1886 | 1891 | 1896 |
| ---- | ---- | ---- | ---- | ---- | ---- | ---- | ---- | ---- |
| 326  | 309  | 303  | 302  | 304  | 276  | 265  | 255  | 227  |

| 1901 | 1906 | 1911 | 1921 | 1926 | 1931 | 1936 | 1946 | 1954 |
| ---- | ---- | ---- | ---- | ---- | ---- | ---- | ---- | ---- |
| 222  | 193  | 194  | 160  | 196  | 189  | 186  | 208  | 182  |

| 1962 | 1968 | 1975 | 1982 | 1990 | 1999 | 2006 | 2007 | 2012 |
| ---- | ---- | ---- | ---- | ---- | ---- | ---- | ---- | ---- |
| 156  | 148  | 144  | 149  | 151  | 164  | 175  | 177  | 188  |

| 2017 | 2022 | - | - | - | - | - | - | - |
| ---- | ---- | - | - | - | - | - | - | - |
| 202  | 200  | - | - | - | - | - | - | - |

## Économie
Le village compte 4 entreprises (1 société de menuiserie, 1 garage agricole, 2 sociétés de maçonnerie) et 5 exploitations agricoles dont 4 qui produisent du lait AOP Comté et une qui produit du lait standard. Toutes les exploitations produisent un peu de céréales pour l'intraconsommation ou pour la vente.
Le village est en évolution agricole constante pour atteindre quelque 500 têtes d'animaux, les pâturages occupent les deux tiers de la surface agricole, le reste étant consacré aux céréales. En 2010, 32 exploitations occupent le village, la Surface Agricole Utile est de 526 ha, la surface toujours en herbe de 465 ha et les terres labourables occupent 57 ha.

## Lieux et monuments
- Église Saint-Pierre
- Les fontaines
- La caserne de pompiers de Servin est départementalisée depuis 2010 et rénovée en 2011.
- Le stade Valentin Franchini est un stade servant uniquement lors de match de charité depuis 2010. Ce stade a une renommée nationale et permet d’accueillir 15 000 personnes

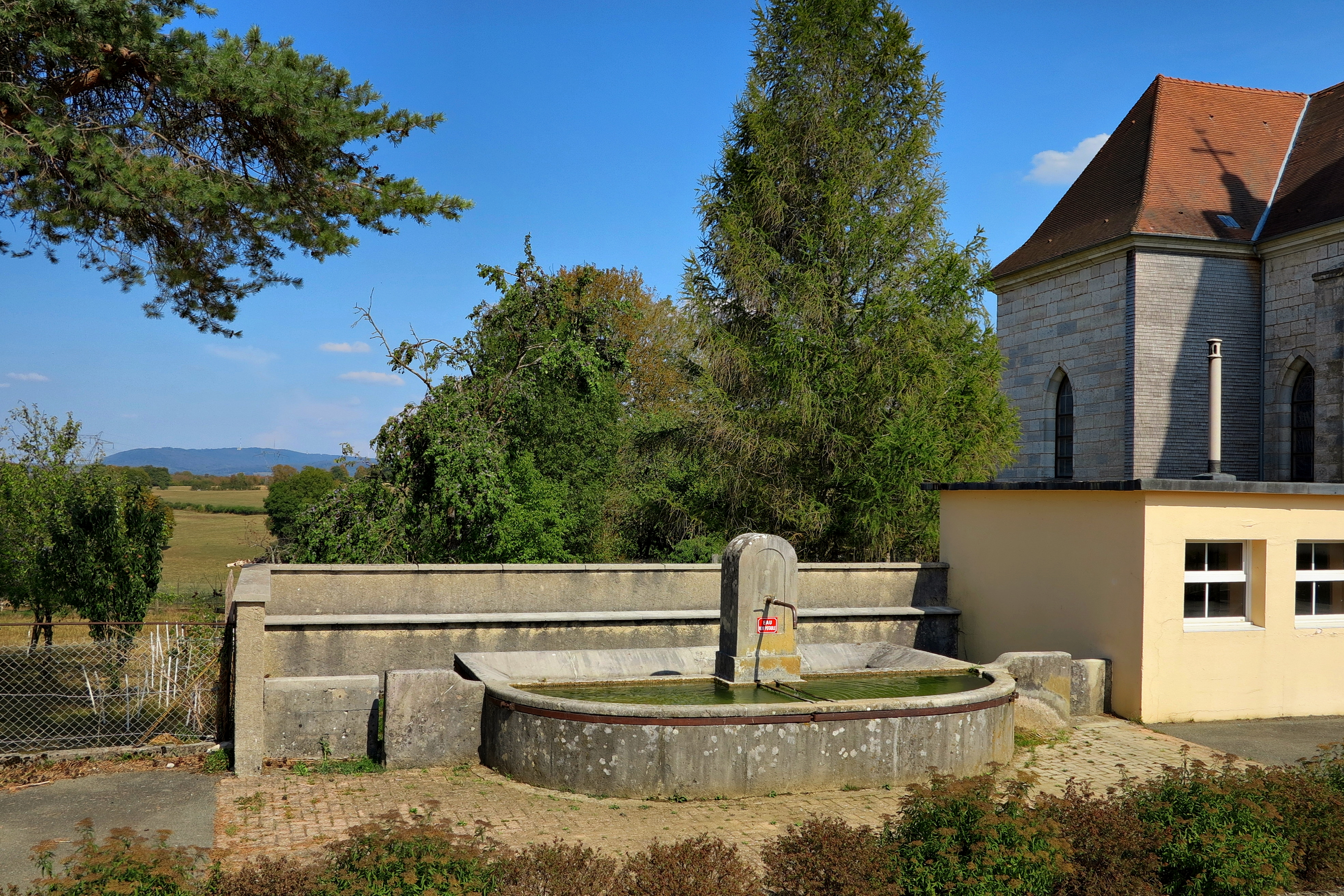
Lavoir-abreuvoir près de l'église.
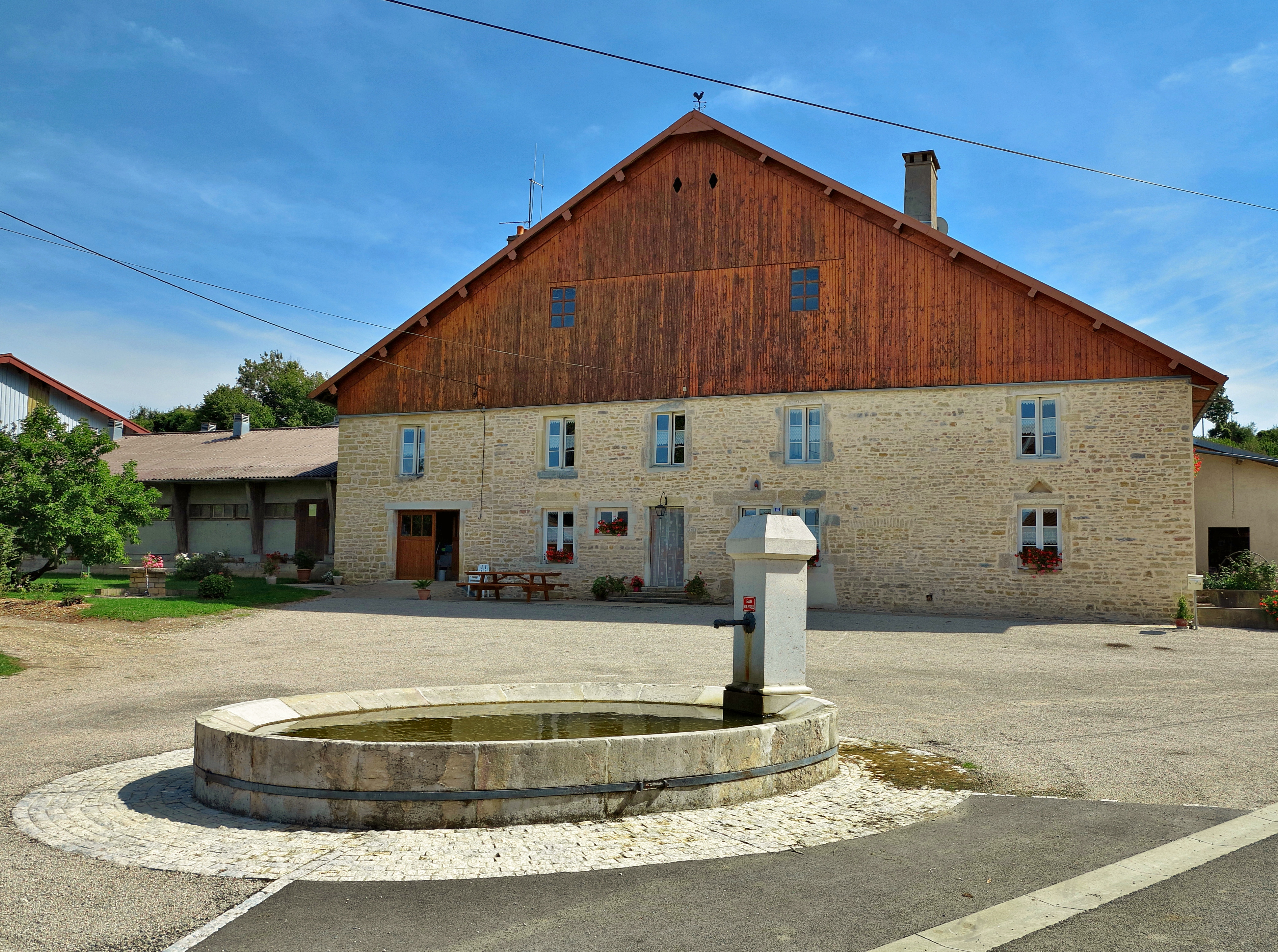
Abreuvoir rond devant ferme comtoise.

## Personnalités liées à la commune
- Charles-Louis Clément (25 septembre 1768 - Besançon ✝ 9 novembre 1857 - Paris), homme politique français du XIXe siècle.